# Cacic emplomallat
El cacic emplomallat (Cassiculus melanicterus) és un ocell de la família dels ictèrids (Icteridae) i única espècie del gènere Cassiculus Swainson, 1827

## Hàbitat i distribució
Habita el bosc decidu, boscos de ribera i brossa al voltant de l'hàbitat humà a l'oest de Mèxic des de l'extrem sud de Sonora, cap al sud, fins l'oest de Chiapas i Guatemala.